# Bay One
Die Bay One ist ein unter der Flagge der Komoren fahrendes Passagierschiff, das seit 2020 zwischen Chittagong und St. Martin’s Island im Einsatz steht. Sie wurde 1992 als Salvia Maru 2 (さるびあ丸2; ab 1998 nur noch Salvia Maru) für die japanische Reederei Tokai Kisen fertiggestellt und stand für diese 28 Jahre lang im Liniendienst von Tokio nach Izu-Ōshima und Kōzu-shima sowie nach Hachijō-jima.

## Geschichte
Die Salvia Maru 2 wurde am 28. März 1992 unter der Baunummer 971 in der Werft von Mitsubishi Heavy Industries in Shimonoseki auf Kiel gelegt und lief am 18. August 1992 vom Stapel. Nach der Ablieferung an Tokai Kisen am 2. Dezember 1992 nahm sie am 25. Dezember den Liniendienst von Tokio nach Izu-Ōshima und Kōzu-shima auf. Sie ergänzte hierbei die weitaus kleinere, erste Salvia Maru aus dem Jahr 1972, die noch bis 1998 im Einsatz blieb.
In seinen ersten sechs Dienstjahren hieß das Schiff noch Salvia Maru 2, um von der ersten Salvia Maru unterschieden zu werden. Nach dessen Ausmusterung wurde der Name 1998 jedoch in Salvia Maru abgekürzt. 2002 und 2013 erhielt die Salvia Maru Umbauten, besonders letzterer fiel hierbei sehr umfangreich aus: Durch den Einbau von kleineren Kabinen verringerte sich die Gesamtzahl der Passagiere von zuvor 1927 auf nun 816 erheblich. Seit 2002 bediente sie neben dem Linienverkehr nach Izu-Ōshima und Kōzu-shima auch die Route der ausgemusterten Sutoretia Maru nach Hachijō-jima.
Nach insgesamt 28 Dienstjahren wurde das Schiff am 26. Juni 2020 außer Dienst gestellt und durch eine neue Salvia Maru ersetzt. Unter dem Namen Bay One ging es anschließend an Launch Vessel Finder’s Bangladesh und absolvierte am 20. Dezember 2020 seine erste Fahrt von Chittagong zur St. Martin’s Island. Die Bay One fährt jeden Donnerstag auf dieser insgesamt achtstündigen, von der Reederei als Kreuzfahrt bezeichneten Reise zur Koralleninsel und fährt jeden Samstag dieselbe Strecke zurück nach Chittagong. Die Unterkünfte an Bord reichen hierbei von einfachen Liegesesseln in öffentlichen Räumen über Mehrbettkabinen mit Stockbetten bis hin zu Privatkabinen und Suiten.
Im 2019 erschienenen Animationsfilm Weathering With You – Das Mädchen, das die Sonne berührte ist das Schiff noch unter seinem alten Namen Salvia Maru als Handlungsort während einer Überfahrt der Hauptfigur Hodaka nach Tokio zu sehen. Dieser Teil der Handlung spielt im Jahr 2024, obwohl die Salvia Maru in Wirklichkeit bereits 2020 ausgemustert wurde. Ihre gleichnamige Nachfolgerin existierte zum Zeitpunkt der Entstehung des Films jedoch noch nicht.